# Happiness Is the Road
Happiness Is the Road (englisch für „Zufriedenheit ist der Weg“) ist das fünfzehnte Studioalbum der britischen Progressive-Rock-Band Marillion. Es wurde am 20. Oktober 2008 veröffentlicht und besteht aus zwei Teilen: Happiness Is the Road Vol. 1: Essence und Happiness Is the Road Vol. 2: The Hard Shoulder.

## Hintergrund
Nachdem beim Vorgängeralbum Somewhere Else auf eine Pre-Order-Kampagne mit Deluxe-Ausgabe verzichtet worden war, was zu einigem Unmut unter den Fans führte, wurde mit Happiness Is the Road wieder einiges für die Fans geboten. Im Oktober 2007 wurde die „Deluxe Campaign Edition“ angekündigt und die Vorbestellungen konnten getätigt werden. Als Produzent wurde wieder Michael Hunter verpflichtet.

## Formate
Neben der „Deluxe Campaign Edition“, die aus den beiden CDs und zwei 96-seitigen Hardcovern mit sehr vielen Bildern des spanischen Künstlers Antonio Seijas besteht, gab es Essence und The Hard Shoulder auch als einzelne 1CD-Jewelcase-Version. Ab Februar 2009 gab es die EMI-Retail-Version, beide CDs in einem Doppel-Jewelcase. Später, ab Ende 2009, wurden Vol. 1 & Vol. 2 auch als 180g-Vinyl-Scheiben mit 45rpm (also pro Vol. ein Doppelalbum) angeboten.

## Titelliste
Volume 1: Essence
1. Dreamy Street – 02:02
2. This Train is my Life – 04:50
3. Essence – 06:29
4. Wrapped Up in Time – 05:06
5. Liquidity – 02:12
6. Nothing Fills the Hole – 03:23
7. Woke Up – 03:40
8. Trap the Spark – 05:43
9. A State of Mind – 04:33
10. Happiness Is the Road – 10:05
11. (Stille) – 01:59
12. Half-Full Jam – 06:48 (Hidden Track)

Volume 2: The Hard Shoulder
1. Thunder Fly – 06:24
2. The Man from the Planet Marzipan – 07:55
3. Asylum Satellite #1 – 09:32
4. Older than Me – 03:11
5. Throw Me Out – 04:01
6. Half the World – 05:08
7. Whatever Is Wrong with You – 04:16
8. Especially True – 04:37
9. Real Tears for Sale – 07:34

## Singleauskopplungen
Als einzige „Single“ wurde im Juli 2008 Whatever Is Wrong with You? als freier Download zu Promotionzwecken veröffentlicht. Verbunden war damit ein Wettbewerb um das Video mit den meisten Aufrufen auf YouTube zu diesem Song.

## Kritiken
Volume 1: Essence

„Auf dem ersten Hör wirkt ‚Essence‘ unkoordiniert, unorganisiert, halbfertig und orientierungslos. Außerdem hab ich schon deutlich bessere Produktionen von Marillion gehört. Der Sound lässt meiner Meinung nach zu Wünschen übrig und mit der Wahl des Produzenten bin ich auch nicht ganz einverstanden. Ich möchte Dave Meegan wieder haben [sic], der den Jungs stets einen dichten, fetten und erhabenen Sound gebastelt hat. Ganz so schlimm ist es allerdings dann doch nicht. Zu Gute halten [sic] möchte ich ‚Brave II‘, äh, ‚Essence‘, dass sich nach mehreren Hördurchgängen doch eine gewisse Faszination entwickelt, wenn man ein wenig Zeit investiert. Das heißt nicht, dass ich mir das Album schön gehört [sic] habe, sondern vielmehr, dass die guten Songs das Konzept quasi tragen und das Ganze doch noch irgendwie schlüssig wirken lassen, sieht man mal von ‚Nothing Fills the Hole‘ ab.“

„Von einigen Seiten vernahm ich im Vorfeld, dass sich gerade dieses Werk stark an ‚Brave‘ orientiert, aber ganz ehrlich, ‚Happiness Is The Road, Volume 1: Essence‘ versprüht weder diese besondere Atmosphäre, noch die Leidenschaft von ‚Brave‘, denn genaugenommen kommt keiner der vorliegenden Songs so richtig auf den Punkt.“

„Zu gerne ist man geneigt zu sagen ‚Augen zu, genießen und träumen.‘ Im Fall von ‚Essence‘ trifft das sogar inhaltlich zu. Dieses Konzeptalbum hat einen Traum – das Konzept – zum Inhalt. Ob es sich dabei um einen Traum oder eine bewusste metaphysische Betrachtung vom Sinn des Lebens handelt, steht im Interpretationsspielraum des Hörers. Doch ist es faszinierend wie perfekt Marillion musikalisch und textlich diese Traumerfahrung gelingt.“

„The Essence is the weaker of the two simultaneous releases, having an unfortunate AOR sheen that leaves the listener struggling to remember much about it.“

„Essence ist die schwächere der beiden; sie hat einen bedauerlichen Touch von AOR, der es dem Hörer schwer macht, sich an das Gehörte zu erinnern.“

Volume 2: The Hard Shoulder

„Das sind keine Kompositionen, das sind aneinandergereihte Fragmente ohne größere Vision. Die Texte sind eindimensional, didaktisierend und ärgerlich offensichtlich.“

„‚Happiness Is The Road, Volume 2: The Hard Shoulder‘ funktioniert großartig. Zwar schafft es das neue Material nicht wirklich an die Klassiker der Band heranzukommen, aber eine Band wie MARILLION, die zumindest versucht, sich selbst mit jedem weiteren Album voranzutreiben und weiterzuentwickeln, muss sich letztendlich auch nicht kopieren, um trotzdem hervorragende Songs zu veröffentlichen, die bewegen.“

„Marillion ist damit das Rockalbum gelungen, das sie seit Jahren versuchen zu produzieren. Diesmal scheint das erneut von Fans vorfinanzierte Album aber endgültig den Druck von der Band genommen zu haben, unbedingt Hits zu schreiben und diese Unverkrampftheit spürt man von der ersten bis zur 53. Minute. So sind zwar auch diesmal keine Hits gelungen, die die Radiocharts beherrschen werden – wahrscheinlich wird es gar kein Song ‚on air‘ schaffen – doch der Fan und jeder Käufer freut sich über neun gelungene, wenn auch nicht alles überragende Songs, ganz ohne einen Ausfall. Die ‚Skip-Taste‘ muss nicht gedrückt werden, zum ersten Mal seit ‚Brave‘ und das ist schon 14 Jahre her.“

„...and with volume two in the "Happiness is the Road" series, Marillion has the ship back on course.“

„...und mit Ausgabe zwei der „Happiness is the Road“-Serie hat Marillion das Schiff wieder auf Kurs.“

Happiness Is the Road

„Fazit: Mit ‚Happiness Is The Road‘ ist Marillion ein Doppelalbum gelungen, welches zwar unverkennbar Marillion ist, aber trotzdem neue Elemente präsentiert. Die beiden Alben sind eine wahre Fundgrube für die Fans und dürften noch lange, lange nachhallen, da man hier auf eine schier unendliche Entdeckungsreise gehen kann.“

„Definitiv ist ‚Happiness Is The Road‘ kein Album für den schnellen Verzehr geworden, es fordert den Hörer auf der ganzen Linie heraus. Definitiv vorbei sind die Zeiten, in denen sich die Herren noch Gedanken gemacht haben, wie man radiotauglich klingen kann. Allerdings scheinen auch die wirklich progressiven Zeiten vorbei zu sein. Oder besser gesagt ist dieses Album wahrscheinlich ein schöner Diskussionsstoff, was denn nun Prog-Rock ist und was nicht!“